# Zuriel Togiatama
Pas d'image ? Cliquez ici

a Compétitions nationales et continentales officielles uniquement.

b Matchs officiels uniquement.
Dernière mise à jour le 14 février 2025.
Zuriel Togiatama, né le 3 février 1999 à Auckland (Nouvelle-Zélande), est un joueur international fidjien de rugby à XV d'origine néo-zélandaise évoluant au poste de talonneur, avec les Fijian Drua en Super Rugby.

## Biographie

### Jeunesse et formation
Né à Auckland, en Nouvelle-Zélande, il est d'origine fidjienne et niuéenne et arbore les deux drapeaux sur les terrains,.
Il joue avec les Chiefs chez les moins de 20 ans.

### Carrière en club
En 2020, il rejoint l'équipe néo-zélandaise des Counties Manukau, qui dispute le National Provincial Championship, totalisant dix apparitions cette saison, dont cinq en tant que titulaire et un essai.
En 2022, il est intégré dans l'effectif des Fijian Drua pour la saison 2022 de Super Rugby.

### En équipe nationale
Le talonneur obtient sa première cape internationale avec les Flying Fijians à l'automne 2021 contre le pays de Galles, entrant en tout fin de match.
En août 2023, Togiatama est retenu dans le groupe de 33 joueurs sélectionnés pour participer à la Coupe du monde en France. Il ne dispute cependant aucune rencontre. 

## Statistiques en équipe nationale
- 3 sélections avec les Fidji, dont aucune en tant que titulaire[3].

## Palmarès
Néant